# Taewonsu

Insígnia do taewŏnsu (grão-marechal) norte-coreano.

Taewŏnsu (hangul 대원수, hanja=大元帥, literalmente grão-marechal, também traduzido como generalíssimo) é a mais alta patente militar da Coreia do Norte, criada com o objetivo de ser um título honorífico para os Grandes Líderes do país. A patente é superior à de wonsu (marechal).  O título também existe na história militar chinesa como dàyuánshuài (mesmos caracteres sino-coreanos: 大元帥) e foi usado brevemente por Sun Yat-Sen.

## História
A patente de taewŏnsu foi criada por uma decisão conjunta do Comitê Central do Partido dos Trabalhadores da Coreia e da Comissão Militar Central do Partido, da Comissão Nacional de Defesa e do Gabinete em abril de 1992 para homenagear Kim Il Sung em seu aniversário de 80 anos. Em fevereiro de 2012, seu filho e sucessor Kim Jong Il recebeu postumamente a patente na ocasião da comemoração de seus 70 anos de nascimento.
A insígnia para taewŏnsu é similar à de wonsu, com a adição de uma crista abaixo da grande estrela de marechal, abaixo do brasão de armas da Coreia do Norte. A patente norte-coreana foi baseada na de Generalíssimo da União Soviética, criada para Josef Stalin em 1947, mas vetada pelo líder soviético.
Se traduzido, o nome completo da patente é "grão-marechal da República Democrática Popular da Coreia" na forma literal e "generalissimo da RDPC" na tradução usual.

## Comparativos de patentes
De acordo com os comparativos de patentes das Forças Armadas dos Estados Unidos na Coreia (United States Forces Korea, USFK), taewŏnsu seria equivalente a um "general de sete estrelas" acima das patentes de wonsu e chasu, listadas respectivamente como equivalentes às de generais de seis e cinco estrelas.  A patente é frequentemente referida nas publicações militares americanas como "grão-marechal". Publicações militares europeias normalmente listam a patente como equivalente à de generalíssimo.
As Forças Armadas da Coreia do Sul jamais tentaram criar patentes equivalentes às norte-coreanas, com exceção à de wonsu e frequentemente desconsideram essas patentes, considerando-as uma tentativa de posicionar-se de forma superior aos líderes militares de outras nações, mais do que pelo propósito necessário de administração militar. Mesmo assim, os detentores dessas patentes têm sob seu comando uma das maiores forças armadas do teatro pan-asiático, concedendo assim certa credibilidade à sua existência.